# Rotala repens
Rotala repens är en fackelblomsväxtart som först beskrevs av Ferdinand von Hochstetter, och fick sitt nu gällande namn av Emil Bernhard Koehne. Rotala repens ingår i släktet Rotala och familjen fackelblomsväxter. Inga underarter finns listade i Catalogue of Life.